# Заренк, Миклауш
Ми́клауш За́ренк, немецкий вариант — Николаус Заринг, псевдоним — Загорский (в.-луж. Mikławš Zarjenk, Zahorski, нем. Nikolaus Saring; 5 июля 1865 года, деревня Джежникецы, Лужица, Германия — 5 декабря 1916 года, Каменц, Германия) — католический священник, серболужицкий писатель и поэт.

## Биография
Родился 5 июля 1865 года в крестьянской семье в серболужицкой деревне Дзежникецы. После окончания народной школы поступил в 1881 году в Лужицкую семинарию в Праге. Одновременно обучался в немецкоязычной малостранской гимназии. Обучался в Праге до 1890 года, после чего продолжил своё теологическое образование в Кёльне. В 1891 году возвратился в Лужицу, где стал служить викарием в Бидишине. Потом служил в Каменце (1893—1895), Зебнице (1895—1900), Фрайберге (1900) и в Хофкирхе в Дрездене (1901). В 1902 году был назначен настоятелем в городе Риза и с 1905 года — в Майсене. В 1912 году подал в отставку.
Литературная деятельность
Будучи студентом в Праге, начал заниматься литературной деятельностью. Свои первые стихотворения, фельетоны и рассказы опубликовал в литературном журнале «Kwětki», который издавало серболужицкое студенческое братство «Сербовка». Несколько своих произведений опубликовал в 1885—1886 годах на страницах студенческого журнала «Łužiski Serb». Написал несколько пьес.
В 1880—1890 годах публиковался в литературном журнале «Łužica». На страницах этого журнала было опубликовано его главное историческое сочинение «Wobraz z Napoleonskich wójnow» (История наполеоновских войн).